# Rebeka Mikulášiková
Rebeka Mikulášiková (* 31. Juli 1999 in Nitra) ist eine slowakische Basketballspielerin.

## Karriere

### Vereinskarriere
Rebeka Mikulášiková begann ihre Karriere in ihrer Heimatstadt beim BKM Junior UKF Nitra. Zur Saison 2016/17 wechselte sie zu Piešťanské Čajky in die Extraliga, die höchste slowakische Liga im Frauen-Basketball. Direkt in ihrer ersten Saison konnte sie sich mit ihrem neuen Verein den Slovenský pohár (deutsch: „slowakischen Pokal“) sichern. In der Liga erreichten sie das Playoff-Finale, wo sie sich in den Good Angels Košice glatt nach drei Spielen geschlagen geben mussten. Nachdem sie und ihre Mannschaft in der darauffolgenden Saison die Extraliga als dritter beendeten, erreichten sie in der Saison 2018/19 erneut das Playoff-Finale, wo man auf MBK Ružomberok traf. Man musste sich erneut glatt nach drei Spielen geschlagen geben. Nach der Saison verließ Rebeka Mikulášiková die Slowakei um an der Ohio State University zu studieren und für deren Sportabteilung, die Ohio State Buckeyes, in der NCAA Basketball zu spielen.

### Internationale Karriere
Im Alter von 17 Jahren wurde sie nominiert, die Slowakei bei den Europameisterschaft 2017 in Tschechien zu vertreten. Sie war dabei die jüngste Spielerin im Turnier und gab ihr Europameisterschaftsdebüt bei der 61:68-Niederlage gegen Italien am 19. Juni. Schlussendlich beendete sie mit der slowakischen Mannschaft die Europameisterschaft, wo sie insgesamt in vier Spielen eingesetzt wurde und 12 Punkte erzielte, auf dem achten Platz.